# Hayashi Tadasu
Conde Hayashi Tadasu, GCVO (林 董; 11 de abril de 1850 – 10 de julho de 1913) foi um diplomata de carreira japonês e ministro de gabinete do Japão da era Meiji.

## Primeiros anos
Nasceu como Satō Shingoro na cidade de Sakura, Província de Shimōsa (atual Prefeitura de Chiba), como filho de Satō Taizen, um médico que praticava "medicina holandesa" para o Domínio Sakura. Às vezes se referia a si mesmo como "Satō Tosaburō". Foi adotado quando criança por Hayashi Dokai, um médico a serviço do Xogunato Tokugawa, de quem recebeu o nome Hayashi Tadasu. Aprendeu inglês na Academia Hepburn (precursora da Universidade Meiji Gakuin) em Yokohama.
De 1866 a 1868, Hayashi estudou na Grã-Bretanha na University College School e no King's College London como um dos quatorze jovens estudantes japoneses (incluindo Kikuchi Dairoku) enviados pelo governo Tokugawa por conselho do então ministro dos negócios estrangeiros britânico Edward Stanley, 15º Conde de Derby.
Hayashi retornou para casa em meio à Guerra Boshin da Restauração Meiji, e se juntou aos lealistas Tokugawa liderados por Enomoto Takeaki, a quem acompanhou a Hokkaidō com os remanescentes do Exército do Xogunato e sua Marinha. Foi capturado pelas forças Imperiais após a derrota final da República de Ezo na Batalha de Hakodate e aprisionado em Yokohama.
Libertado em 1871 pelo governador de Kanagawa Mutsu Munemitsu, foi recrutado para trabalhar para o governo Meiji em 1871, e devido às suas habilidades linguísticas e experiência anterior no exterior foi selecionado para acompanhar a Missão Iwakura à Europa e aos Estados Unidos em 1871–1873.

## Funcionário do governo
Sendo membro da Missão Iwakura na Grã-Bretanha, foi instruído por Yamao Yozo a organizar a nomeação do corpo docente para a Instituição de Engenharia (Japão) no final de 1872. Retornou para casa com o corpo docente liderado por Henry Dyer como diretor, e se esforçou para estabelecer o Colégio Imperial de Engenharia, Tóquio como funcionário da Instituição de Engenharia do Ministério de Obras Públicas.

## Carreira política
Após o Ministério de Obras Públicas ser abolido, mudou-se para o Ministério de Correios e Telecomunicações, depois foi nomeado governador da Prefeitura de Kagawa, e então da Prefeitura de Hyōgo. Em 1891, foi nomeado Vice-Ministro dos Negócios Estrangeiros. Foi elevado ao título de barão (danshaku) na aristocracia kazoku em 1895.
Hayashi foi nomeado como ministro residente na corte da China da dinastia Qing na legação japonesa em Pequim, depois ministro residente na Rússia em São Petersburgo, e finalmente ministro residente na Grã-Bretanha. Enquanto servia em Londres a partir de 1900, trabalhou para concluir com sucesso a Aliança Anglo-Japonesa e assinou em nome do governo do Japão em 30 de janeiro de 1902. Foi elevado ao título de visconde (shishaku) em fevereiro de 1902.

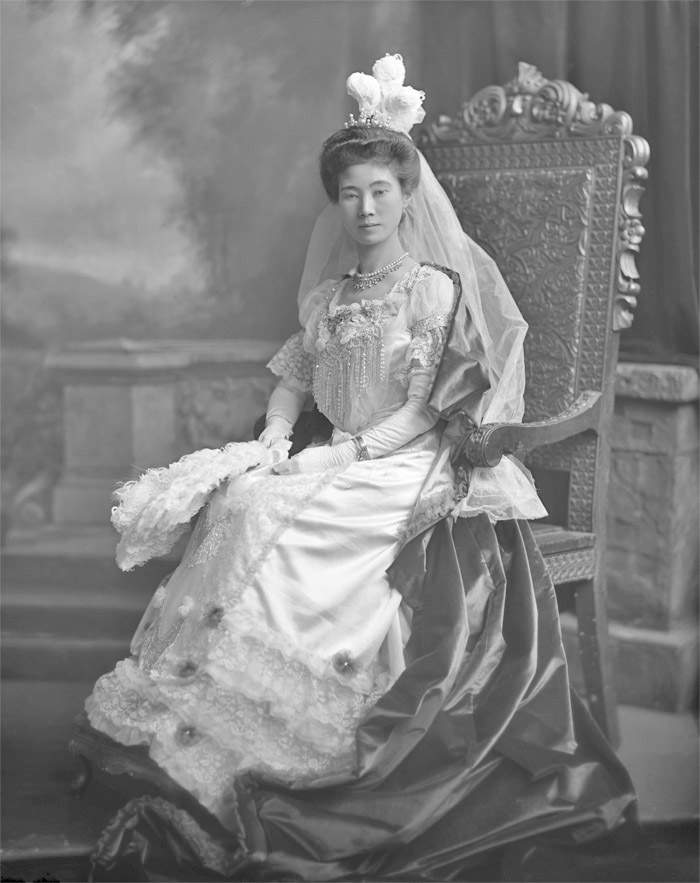
Condessa Hayashi, fotografada em 17 de março de 1902

Em 2 de dezembro de 1905, Hayashi tornou-se o primeiro embaixador japonês na Corte de São Jaime, quando as relações diplomáticas foram elevadas entre o Império do Japão e o Império Britânico. Foi acompanhado por sua esposa. Naquela época, Sir Claude MacDonald era a contraparte de Hayashi em Tóquio.
Ao tornar-se Ministro dos Negócios Estrangeiros no primeiro gabinete Saionji em 1906, Hayashi concluiu acordos com a França (o Acordo Franco-Japonês de 1907) e a Rússia (o Acordo Russo-Japonês de 1907 e Acordo Russo-Japonês de 1910). Serviu como Ministro das Comunicações no segundo gabinete Saionji e como Ministro dos Negócios Estrangeiros interino (1911–12). Foi elevado ao título de conde (hakushaku) em 1907.
Ao contrair diabetes, Hayashi se aposentou em 1912, e em junho de 1913 fraturou o fêmur em um acidente, resultando em uma amputação. Hayashi morreu um mês depois, e seu túmulo fica no Cemitério Aoyama em Tóquio.

## Vida pessoal
Em 1875, casou-se com Gamo Misao (1858 – 1942). Tiveram uma filha e um filho, Kiku e Masanosuke.
Hayashi tornou-se mestre maçom em 1904, iniciado em 1903 na Empire Lodge No. 2108, em Londres. Renunciou à loja em 1907.

## Honras

### Títulos
- Barão (31 de outubro de 1895)
- Visconde (27 de fevereiro de 1902)[10]
- Conde (14 de setembro de 1907)

### Condecorações
- Grã-Cruz da Ordem do Tesouro Sagrado (31 de outubro de 1895)
- Grã-Cruz da Ordem do Sol Nascente (27 de dezembro de 1899)
- Grã-Cruz da Ordem do Sol Nascente com Flores de Paulownia (1º de abril de 1906)
- Cavaleiro Grã-Cruz da Ordem Vitoriana Real (GCVO) (4 de julho de 1905)[11]

### Graus honorários
- LL.D. (honorário) Universidade de Cambridge – maio de 1902[12]
- D.C.L. (honorário) Universidade de Oxford – junho de 1902[13]

### Ordem de precedência
- Terceiro grau (21 de julho de 1901)
- Terceiro grau sênior (maio de 1910)